# 安汝德
安汝德，字明善，号復初，常州府无锡县（今江苏省无锡市）人。明初官员，官至金华府同知。

## 简介
曾任常州府金坛县知县，后擢为金华府同知。

## 影响
明朝洪武年间，因安汝德墓位于今日江苏省无锡市锡山区安镇街道境内，而以“安家坟前”命名该区域，之后随着安氏家族不断壮大，该地渐成集市，遂改名为“安镇”。